# Новое (Ивановская область)
Новое — село в Приволжском районе Ивановской области, административный центр Новского сельского поселения.

## География
Расположено на берегу реки Теза в 11 км на юго-восток от райцентра города Приволжск.

## История
В XVII веке по административно-территориальному делению село входило в Костромской уезд в Плесский стан. По церковно-административному делению приход относился к Плесской десятине. В 1620 году упоминается церковь «Благовещение Пречистыя Богородицы в селе Новом». В 1627—1631 годах «за Иваном Демидовым Пазухиным в вотчине по государеве жалованной вотчинной грамоте 1620 г., что ему дано в вотчину за московское осадное сиденье в королевичев приход из его ж поместья два жеребья села Новаго, что было в поместьях за отцом его за Вторым Пазухиным, а два жеребья того села в поместье за племянники его за недорослими за Ивашком и Бориском Ондреевыми детьми Пазухина, а другая половина того пятого жеребья за вдовою за Катериною Михайловою женою Баскакова, а в селе церковь Благовещения Пречистые Богородицы, да место церковное, что была церковь Николы чуд., да Алексея митрополита, а на церковной земле во дворе поп Михайло Михайлов, проскурница Пелагея Федорова, да место дьячка и пономаря»
Каменная Благовещенская церковь в селе Новое Пазухиных с колокольней построена в 1814 году на средства унтер-лейтенанта Александра Георгиевича Куломзина и подпоручика Ивана Ивановича Пазухина с прихожанами. Престолов было три: в холодной в честь Благовещения Пресвятой Богородицы, в теплой — правый в честь Казанской иконы Божией Матери и левый во имя святителя Николая Чудотворца.
В конце XIX — начале XX века село входило в состав Ногинской волости Нерехтского уезда Костромской губернии, с 1918 года — Иваново-Вознесенской губернии.
С 1929 года село являлось центром Новского сельсовета Середского района Ивановской области, с 1946 года — в составе Приволжского района, с 1963 года — в составе Фурмановского района, с 1983 года — вновь в составе Приволжского района, с 2005 года — центр Новского сельского поселения.
В селе находился совхоз «Узбекистан».

## Население
| 1872 | 1897 | 1907 | 2002 | 2010 |
| ---- | ---- | ---- | ---- | ---- |
| 151  | ↗218 | ↗285 | ↗601 | ↗624 |

## Инфраструктура
В селе имелась Новская основная школа (разрушена), детский сад (переделан в дом пристарелых ЦСО, затем переделан в отель), дом культуры, амбулатория, отделение почтовой связи.